# Arlena di Castro
Arlena di Castro – miejscowość i gmina we Włoszech, w regionie Lacjum, w prowincji Viterbo.
Według danych na rok 2004 gminę zamieszkuje 865 osób, 39,3 os./km².